# Vincenzo Labella
Vincenzo Labella (Roma, 11 giugno 1925 – Los Angeles, 28 luglio 2018) è stato un produttore cinematografico, sceneggiatore e regista italiano, vincitore della Targa d'Oro ai premi David di Donatello e di un premio Emmy.

## Biografia
Era figlio di Tommaso, funzionario dello stato pontificio della Città del Vaticano, originario di Vindoli, frazione di Leonessa. Da giovane fu un assiduo frequentatore della Biblioteca apostolica vaticana, in cui maturò poi la sua passione per gli eventi storici a connotazione religiosa.

## Filmografia

### Cinema

#### Produttore
- E venne un uomo, regia di Ermanno Olmi, 1965

#### Sceneggiatore
- E venne un uomo, regia di Ermanno Olmi, 1965
- Senza movente (Sans mobile apparent), regia di Philippe Labro, 1971
- Una giornata spesa bene (Une journée bien riemplie), regia di Jean-Louis Trintignant, 1973

### Televisione

#### Produttore
- Mosè, regia di Gianfranco De Bosio, 1975
- Gesù di Nazareth, regia di Franco Zeffirelli, 1977
- Marco Polo, regia di Giuliano Montaldo, 1982

#### Regista
- A.D. - Anno Domini, co-regia con Stuart Cooper, 1985

#### Sceneggiatore
- Marco Polo, regia di Giuliano Montaldo, 1982
- La primavera di Michelangelo, regia di Jerry London, 1990

## Riconoscimenti
- David di Donatello
  - 1966: Targa d'oro

- Emmy Awards
  - Primetime Emmy Awards 1982